# Извршно веће Скупштине СР Босне и Херцеговине
Извршно веће Скупштине Социјалистичке Републике Босне и Херцеговине је био назив за владу у Социјалистичкој Републици Босни и Херцеговини, од 1953. до 1991, док је у периоду од 1945. до 1953. године коришћен назив Влада.
Извршно веће је према Уставу СР БиХ представљало извршни орган Скупштине Социјалистичке Републике Босне и Херцеговине и сачињавали су ју - председник, чланови које бира скупштина и републички секретари (министри). 
Званични називи владе током постојања СР БиХ, од 1945. до 1992. године, били су: 
- Влада Федералне Државе Босне и Херцеговине - од 1945. до 1946. године
- Влада Народне Републике Босне и Херцеговине - до 1946. до марта 1953. године
- Извршно веће Народне скупштине Народне Републике Босне и Херцеговине - од марта 1953. до 1963. године
- Извршно веће Скупштине Социјалистичке Републике Босне и Херцеговине - од 1963. до 1992. године

Такође у званичној употреби користио се и назив Републичко извршно веће, да би се разликовало од Савезног извршног већа. Често су се користиле и скраћене варијанте имена - Извршно веће СР БиХ или Извршно веће БиХ.

## Преглед Влада/Извршних већа
| Владе Народне Републике Босне и Херцеговине и Извршна већа Скупштине СР Босне и Херцеговине 1945—1992. | Владе Народне Републике Босне и Херцеговине и Извршна већа Скупштине СР Босне и Херцеговине 1945—1992. | Владе Народне Републике Босне и Херцеговине и Извршна већа Скупштине СР Босне и Херцеговине 1945—1992. | Владе Народне Републике Босне и Херцеговине и Извршна већа Скупштине СР Босне и Херцеговине 1945—1992. | Владе Народне Републике Босне и Херцеговине и Извршна већа Скупштине СР Босне и Херцеговине 1945—1992. | Владе Народне Републике Босне и Херцеговине и Извршна већа Скупштине СР Босне и Херцеговине 1945—1992. | Владе Народне Републике Босне и Херцеговине и Извршна већа Скупштине СР Босне и Херцеговине 1945—1992. | Владе Народне Републике Босне и Херцеговине и Извршна већа Скупштине СР Босне и Херцеговине 1945—1992. |
| сазив скупштине                                                                                        | влада                                                                                                  | председник                                                                                             | мандат                                                                                                 | мандат                                                                                                 | мандат                                                                                                 | напомена                                                                                               | реф.                                                                                                   |
| сазив скупштине                                                                                        | влада                                                                                                  | председник                                                                                             | почетак                                                                                                | крај                                                                                                   | трајање                                                                                                | напомена                                                                                               | реф.                                                                                                   |
| --- | --- | --- | --- | --- | --- | --- | --- |
| ЗАВНОБиХ/Народна скупштина 1944—1946.                                                                  | Влада Федералне Државе Босне и Херцеговине                                                             | Родољуб Чолаковић (1900—1983)                                                                          | 9. април 1945.                                                                                         | 13. новембар 1946.                                                                                     | 1 година, 218 дана                                                                                     | | |
| 1. сазив 1946—1950.                                                                                    | 1. Влада НР Босне и Херцеговине                                                                        | Родољуб Чолаковић (1900—1983)                                                                          | 13. новембар 1946.                                                                                     | 15. септембар 1948.                                                                                    | 1 година, 298 дана                                                                                     | | |
| 1. сазив 1946—1950.                                                                                    | 2. Влада НР Босне и Херцеговине                                                                        | Ђуро Пуцар (1899—1979)                                                                                 | 15. септембар 1948.                                                                                    | 21. децембар 1950.                                                                                     | 2 године, 97 дана                                                                                      | | |
| 2. сазив 1950—1953.                                                                                    | 3. Влада НР Босне и Херцеговине                                                                        | Ђуро Пуцар (1899—1979)                                                                                 | 21. децембар 1950.                                                                                     | 15. децембар 1953.                                                                                     | 359 дана                                                                                               | | |
| 3. сазив 1953—1958.                                                                                    | 1. Извршно веће Скупштине НР Босне и Херцеговине                                                       | Авдо Хумо (1914—1983)                                                                                  | 15. децембар 1953.                                                                                     | 28. мај 1956.                                                                                          | 2 године, 165 дана                                                                                     | | |
| 3. сазив 1953—1958.                                                                                    | 2. Извршно веће Скупштине НР Босне и Херцеговине                                                       | Осман Карабеговић (1911—1996)                                                                          | 28. мај 1956.                                                                                          | 10. април 1958.                                                                                        | 1 година, 317 дана                                                                                     | | |
| 4. сазив 1958—1963.                                                                                    | 3. Извршно веће Скупштине НР Босне и Херцеговине                                                       | Осман Карабеговић (1911—1996)                                                                          | 10. април 1958.                                                                                        | 26. јун 1963.                                                                                          | 5 година, 76 дана                                                                                      | | |
| 5. сазив 1963—1969.                                                                                    | 4. Извршно веће Скупштине СР Босне и Херцеговине                                                       | Хасан Бркић (1913—1965)                                                                                | 26. јун 1963.                                                                                          | 14. јун 1965.                                                                                          | 2 године, 18 дана                                                                                      | | |
| 5. сазив 1963—1969.                                                                                    | 5. Извршно веће Скупштине СР Босне и Херцеговине                                                       | Руди Колак (1918—2004)                                                                                 | 14. јун 1965.                                                                                          | 29. јун 1965.                                                                                          | 1 година, 302 дана                                                                                     | в.д. као потпредседник Извршног већа                                                                   | |
| 5. сазив 1963—1969.                                                                                    | 5. Извршно веће Скупштине СР Босне и Херцеговине                                                       | Руди Колак (1918—2004)                                                                                 | 29. јун 1965.                                                                                          | 12. мај 1967.                                                                                          | 1 година, 302 дана                                                                                     | | |
| 5. сазив 1963—1969.                                                                                    | 6. Извршно веће Скупштине СР Босне и Херцеговине                                                       | Бранко Микулић (1928—1994)                                                                             | 12. мај 1967.                                                                                          | 9. мај 1969.                                                                                           | 1 година, 362 дана                                                                                     | | |
| 6. сазив 1969—1974.                                                                                    | 7. Извршно веће Скупштине СР Босне и Херцеговине                                                       | Драгутин Косовац (1924—2012)                                                                           | 9. мај 1969.                                                                                           | 28. април 1974.                                                                                        | 4 године, 354 дана                                                                                     | | |
| 7. сазив 1974—1978.                                                                                    | 8. Извршно веће Скупштине СР Босне и Херцеговине                                                       | Миланко Реновица (1928—2013)                                                                           | 28. април 1974.                                                                                        | 28. април 1978.                                                                                        | 4 године, 354 дана                                                                                     | | |
| 8. сазив 1978—1982.                                                                                    | 9. Извршно веће Скупштине СР Босне и Херцеговине                                                       | Миланко Реновица (1928—2013)                                                                           | 28. април 1978.                                                                                        | 28. април 1982.                                                                                        | 4 године, 0 дана                                                                                       | | |
| 9. сазив 1982—1986.                                                                                    | 10. Извршно веће Скупштине СР Босне и Херцеговине                                                      | Сеид Маглајлија (1940—2019)                                                                            | 28. април 1982.                                                                                        | 28. април 1984.                                                                                        | 2 године, 0 дана                                                                                       | | |
| 9. сазив 1982—1986.                                                                                    | 11. Извршно веће Скупштине СР Босне и Херцеговине                                                      | Гојко Убипарип (1927—2000)                                                                             | 28. април 1984.                                                                                        | 28. април 1986.                                                                                        | 2 године, 0 дана                                                                                       | | |
| 10. сазив 1986—1990.                                                                                   | 12. Извршно веће Скупштине СР Босне и Херцеговине                                                      | Јосип Ловреновић (1929—2005)                                                                           | 28. април 1986.                                                                                        | 27. април 1988.                                                                                        | 1 година, 365 дана                                                                                     | | |
| 10. сазив 1986—1990.                                                                                   | 13. Извршно веће Скупштине СР Босне и Херцеговине                                                      | Марко Ћеранић                                                                                          | 27. април 1988.                                                                                        | 20. децембар 1990.                                                                                     | 2 године, 237 дана                                                                                     | | |
| 12. сазив 1986—1990.                                                                                   | 14. Извршно веће Скупштине СР Босне и Херцеговине                                                      | Јуре Пеливан (1928—2014)                                                                               | 30. јануар 1991.                                                                                       | 3. март 1992.                                                                                          | 1 година, 33 дана                                                                                      | | |